# Церква Чудо святого архістратига Михаїла (Нивра)
Церква Чудо святого архістратига Михаїла в Ниврі — парафія і храм греко-католицької громади Мельнице-Подільського деканату Бучацької єпархії Української греко-католицької церкви в селі Нивра Чортківського району Тернопільської области.  Пам'ятка архітектури місцевого значення.

## Історія церкви
Згідно з архівними джерелами, у селі Нивра була церква Чудо Святого Архистратига Михаїла, збудована в 1770 році. У 1869 році вона згоріла, але була відбудована в 1871 році.
З 1946 по 1962 рік парафія належала до РПЦ.
З 1962 по 1988 рік храм був закритий державною владою. У 1988 році церква була передана зареєстрованій громаді РПЦ. З 1991 року і донині церква перебуває у користуванні громади ПЦУ.
Греко-католицька громада, утворена у 1991 році, спочатку проводила богослужіння в приватному будинку.
У 2011 році з благословення Апостольського Адміністратора Бучацької єпархії о. Димитрія Григорака громада розпочала реставрацію костелу 1937 року забудови, щоб використовувати його як свій храм. 21 вересня 2013 року владика Димитрій Григорак освятив відреставрований храм, престіл, кивот та іконостас, автором якого був Микола Максим'юк.
При парафії діють: спільнота «Матері в молитві» та Вівтарна дружина, засновані у 2013 році.

## Парохи
- о. Іларій Алєксєвич,
- о. Теодор Мишко,
- о. Ярослав Матвіїв,
- о. Іван Сабала (1991—1992),
- о. Ярослав Капулов (1992—1995),
- о. Василь Стасів (1995—1996),
- о. Михайло Грицьків (1996—2010),
- о. Володимир Старик (з 27 червня 2010).